# Justice Christopher
Justice Christopher (Jos, 24 dicembre 1981 – Jos, 9 marzo 2022) è stato un calciatore nigeriano, di ruolo centrocampista.

## Palmarès

### Club

#### Competizioni nazionali
- Coppa di Bulgaria: 1

Levski Sofia: 2002-2003